# Rikets höjdsystem

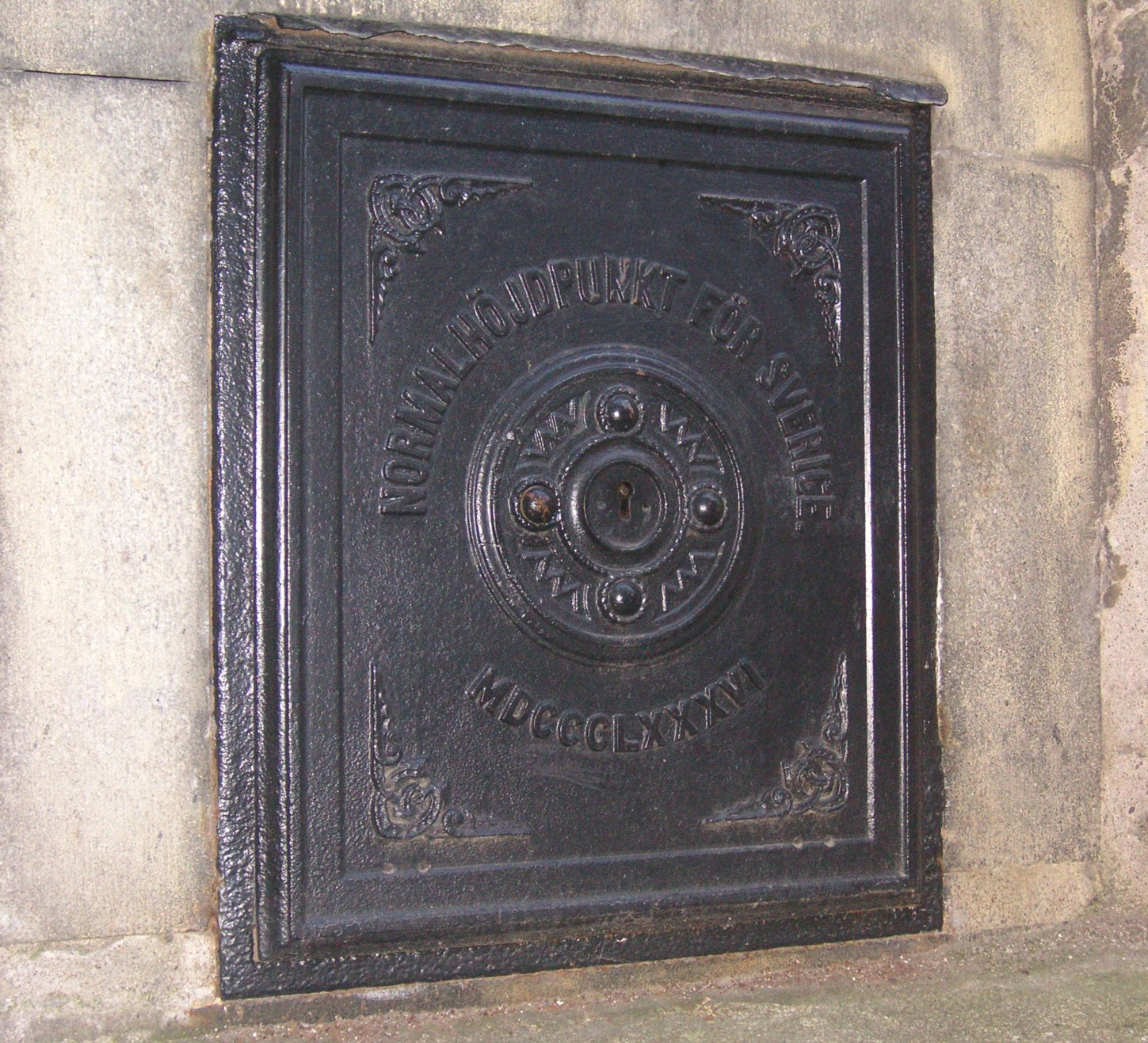
"Normalhöjdpunkt för Sverige" på Riddarholmen i Stockholm.

Rikets höjdsystem (RH) eller Höjdsystemet för Sverige, är Sveriges system för mätning av höjd, och består huvudsakligen av fyra avvägningar, som genomfördes under åren 1857-1885, 1886-1905, 1951-1967 och 1979-2003. Dessa kallas RH 1860, RH 00, RH 70 och RH 2000.

## Historia

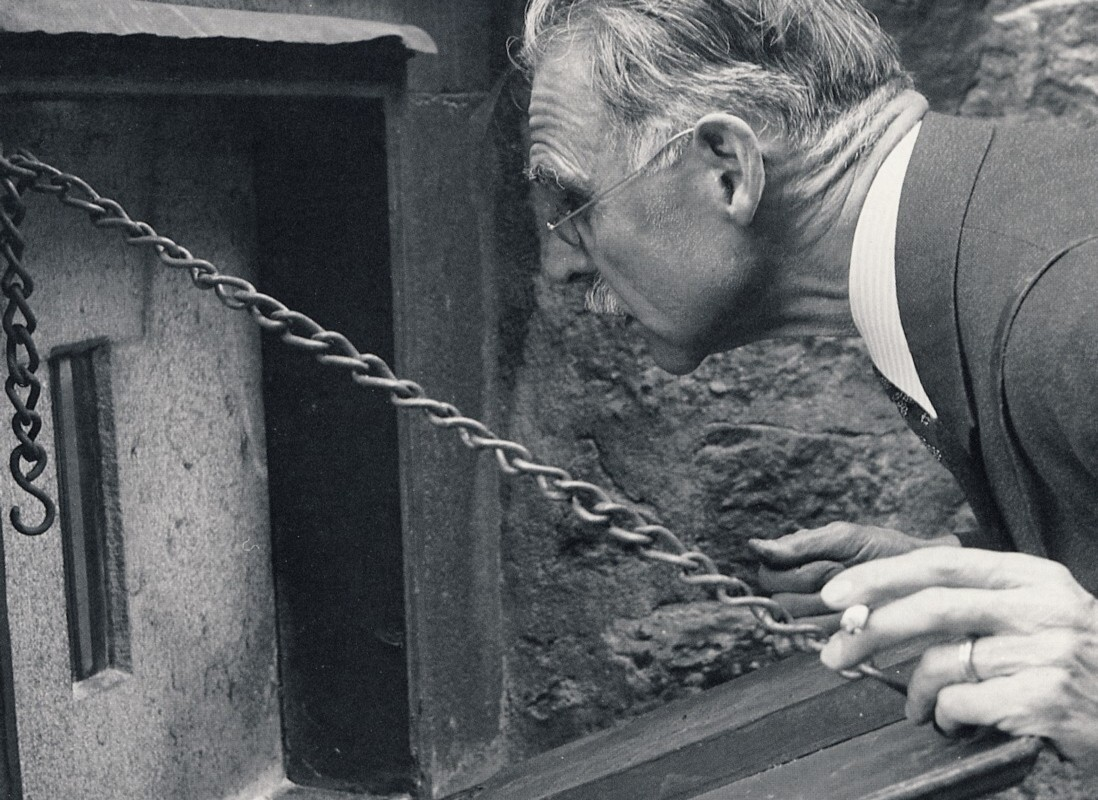
Silverskalan bakom järnluckan på Riddarholmen.

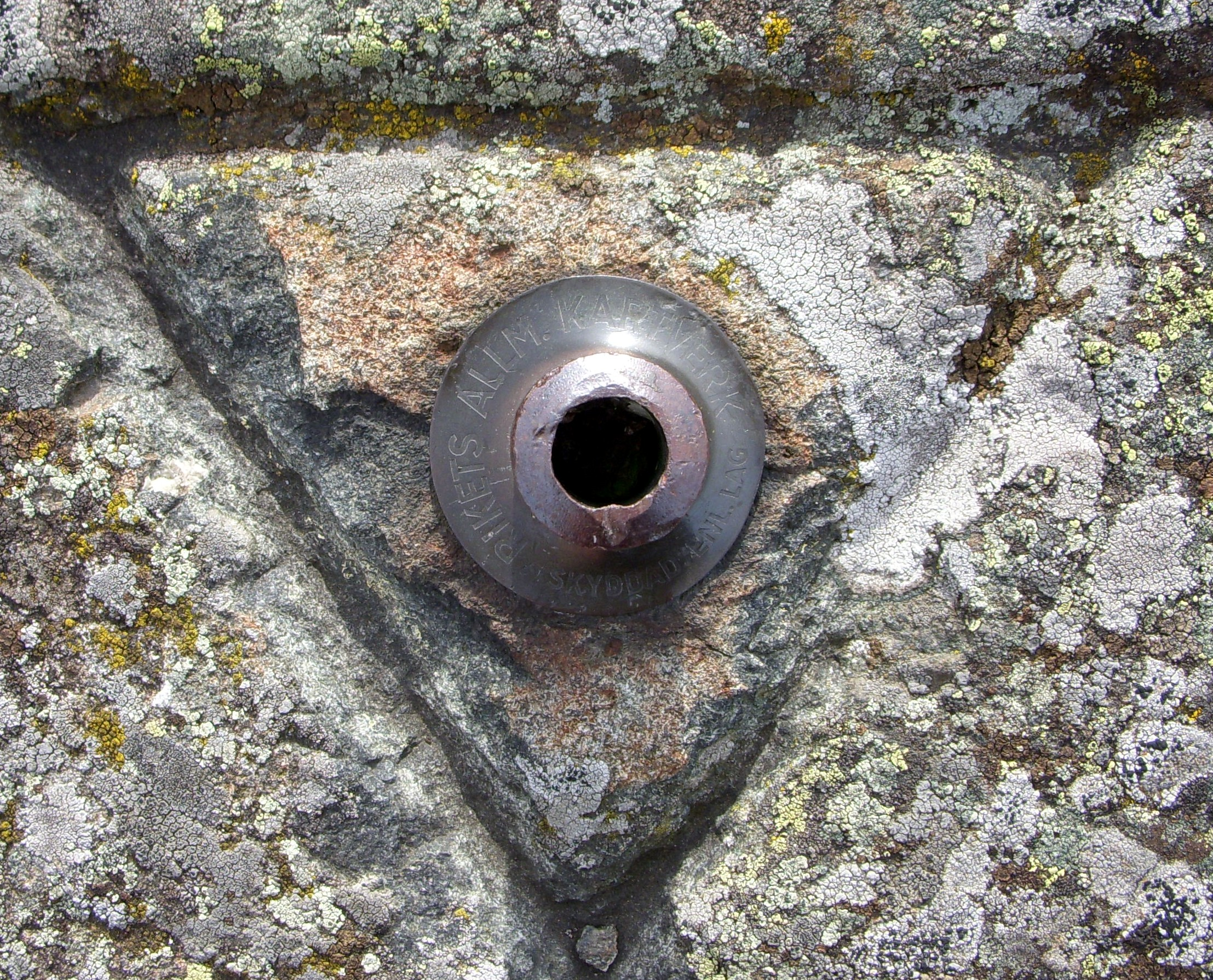
Äldre höjdfix på Hästbergs klack i Dalarna med inskription: "Rikets allm. kartverk skyddad enl. lag".

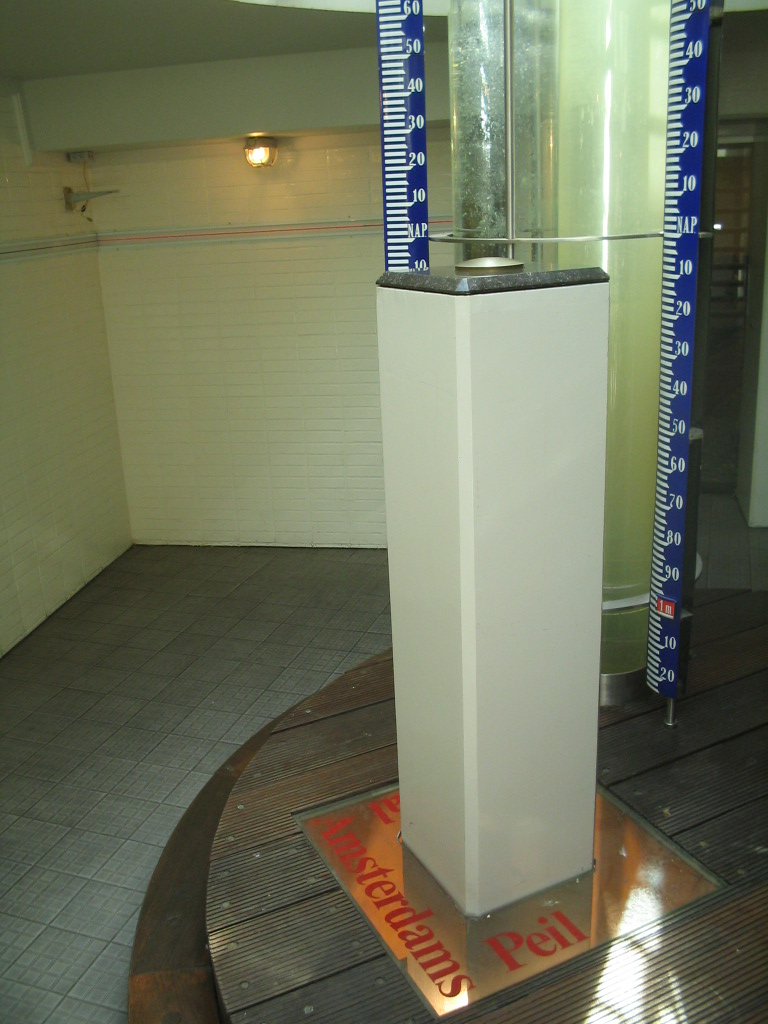
Normaal Amsterdams Peil (NAP) i Amsterdam.

Under 1800-talets andra hälft var det huvudsakligen vetenskapliga intressen, som drev fram ett beslut att avväga (höjdmäta) Sverige. Det var först och främst önskan att kunna koordinera avläsningarna från vattenståndsmätare längs de svenska kusterna.

## RH 1860
Den första systematiska höjdmätningen i Sverige genomfördes under åren 1857–1885, resultatet fick beteckningen RH 1860. Genom tillgång till bättre mätinstrument ersattes den ganska omgående av den första precisionsavvägningen RH 00.

## RH 00
Rikets höjdsystem 1900 (RH 00), baserades på den första precisionsavvägningen av Sverige som genomfördes åren 1886-1905 under ledning av P.G. Rosén vid Generalstaben. Att Generalstaben (den högsta operativa ledningen för Sveriges krigsmakt) var inblandad visar att avvägningen var av stort militärstrategiskt intresse. Totalt avvägdes en sammanlagd sträcka på 4 900 km med cirka 2 500 markerade fixpunkter. Som nollnivå valdes medelvattenytan i Stockholm år 1900.

### Normalhöjdpunkt för Sverige
Nollnivån representeras av en punkt markerad på Riddarholmen i centrala Stockholm som ligger 11,8 meter över medelvattenytan. Idag finns fortfarande gjutjärnsluckan i husfasaden vid Schering Rosenhanes gränd att beskåda, innanför järnluckan finns en silverskala. Det i romerska siffror skrivna datum lyder  ”MDCCCLXXXVI” vilket betyder 1886. Kostnaden för den första precisionsavvägningen blev 128 100 kronor.
Att normalhöjdpunkten för Sverige hamnade just där i sockeln av byggnaden vid Schering Rosenhanes gränd beror på att Generalstaben inrymdes i huset som kallas Schering Rosenhanes palats (uppfört 1652–1656 efter ritningar av arkitekterna Nicodemus Tessin d.ä. och Jean De la Vallée).

### Stockholms lokala höjdsystem
Stockholms lokala höjdsystem utgick ända fram till 1930-talet från (den västra) slusströskelns nivå i Nils Ericsons sluss där nollan låg på  -3,841 i Stockholms stads nuvarande (fram till 3 februari 2013) system RH 00. Systemet användes i en del handlingar fram till 1970-talet, och Sjöfartsverket anger fortfarande på sin webbplats vattenstånden i Stockholm i detta höjdsystem. Den 4 februari 2013 bytte Stockholms stad tillsammans med flera andra kommuner i Stockholms län sitt referenssystem i höjd till det nationella systemet RH 2000.
Den genomsnittliga skillnaden mellan RH 00 och RH 2000 i Stockholms stad är 0,525 m. Till de flesta tillämpningar kan man byta höjdsystem enligt exemplet:
- 10,000 m i RH 00 = 10,525 m i RH 2000
- 10,000 m i RH 2000 = 9,475 m i RH 00

### Göteborgs lokala höjdsystem
Göteborgs Höjdsystem 88 (GH 88) användes under åren 1988–2013, efterträdde det tidigare GH 00, som nollnivå för alla stadens mätningar i Göteborg och vissa kranskommuner. 2013 övergick Göteborg till RH 2000 som används i större delen av landet.
Nollnivån i GH88 lades 10 m under medelhavsnivå för att slippa negativa höjder och skillnaden till RH 2000 är 9,953 m

## RH 70, RHB 70
Rikets höjdsystem 1970 (RH 70), baserades på den andra precisionsavvägningen av Sverige som genomfördes under åren 1951-1967. Man avvägde en sträcka på 10 389 km och på marken markerades cirka 9 700 fixpunkter varav 7 500 var nymarkerade. RHB 70 var en förtätning och i viss mån en ommätning av RH 00. 
Vid RH 70 frångick man den nationella nollpunkten på Riddarholmen och använde istället en nollpunkt som definieras av ”Normaal Amsterdams Peil (NAP)”. Detta är en punkt i Amsterdam som används som 0-punkt även i andra europeiska länder och som gäller som utgångspunkt för höjdmätningar i Nederländerna sedan 1818. 
För att ha tillgång till denna 0-punkt även i Sverige valde man en referenspunkt i Varberg med obetydlig landhöjning. Där finns numera en stabil markering i granitberggrunden. Höjden på denna punkt är 4,234 meter över NAP.

## RH 2000
Rikets Höjdsystem 2000 (RH 2000) blev officiellt år 2005 och är numera Sveriges nationella höjdsystem. Det representeras på marken av cirka 50 000 fixpunkter och har därmed mycket bättre nationell täckning än sina föregångare RH 00 och RH 70. Mätningarna utfördes under åren 1979–2003. Slutberäkningen har genomförts med de övriga nordiska grannländerna (utom Island). Nollnivån i RH 2000 definieras också av Normaal Amsterdams Peil (NAP), vilket innebär att RH 2000 kan betraktas som en del av det europeiska höjdsystemet.